# 쥬라기 월드: 도미니언
《쥬라기 월드: 도미니언》(영어: Jurassic World Dominion)은 에밀리 카마이클과 함께 각본을 쓴 콜린 트러보로 감독의 2022년 미국의 SF 액션 영화이다. 《쥬라기 월드: 폴른 킹덤》 (2018년)의 속편이자 《쥬라기 월드》 3부작의 마지막 영화이며, 줄거리에 대한 결론은 오리지널 《쥬라기 공원》 3부작에서 시작되었다. 전작들과 마찬가지로 프랭크 마셜과 패트릭 크롤리는 트러브로와 《쥬라기 공원》 (1993년) 감독 스티븐 스필버그가 총괄 프로듀서를 맡아 영화를 제작했다. 크리스 프랫, 브라이스 댈러스 하워드, 로라 던, 제프 골드블룸, 샘 닐, BD 웡, 오마르 시, 이저벨라 서먼, 저스티스 스미스, 대니엘라 피네다가 출연하며, 드완다 와이즈, 마무두 아티, 캠벨 스콧, 스콧 헤이즈, 디천 래크먼과 함께 출연한다. 던, 골드블룸, 닐은 1993년 영화 이후 처음으로 함께 출연한 《쥬라기 공원》 3부작에서 그들의 역할을 다시 맡았다. 이 영화는 《폴른 킹덤》의 사건 이후 4년이 지난 후를 배경으로 하고 있으며, 현재 공룡들은 전 세계에서 인간과 함께 살고 있다.
이 영화는 2014년에 미래의 《쥬라기 월드》 3부작의 일부로 계획되었다. 촬영은 2020년 2월에 시작되었지만 코로나19 범유행으로 인해 3월에 중단되었다. 그것은 7월에 재개되었고 4개월 후에 끝났다. 촬영지로는 캐나다, 영국의 파인우드 스튜디오, 몰타 등이 있다.
《쥬라기 월드: 도미니언》은 2022년 5월 23일 멕시코시티에서 초연되었으며, 2022년 6월 10일 IMAX의 유니버설 픽처스, 4DX , RealD, 돌비 시네마에서 극장 개봉될 예정이다. 전작과 달리 레전더리 엔터테인먼트는 유니버셜이 2019년 4년 계약 만료 후 회사와의 파트너십을 종료했기 때문에 영화 제작에 관여하지 않았다.

## 줄거리
공룡들의 터전이었던 이슬라 누블라 섬이 파괴된 후, 마침내 공룡들은 섬을 벗어나 세상 밖으로 출몰한다. 지상에 함께 존재해선 안 될 위협적 생명체인 공룡의 등장으로 인류 역사상 겪어보지 못한 사상 최악의 위기를 맞이한 인간들. 지구의 최상위 포식자 자리를 걸고 인간과 공룡의 최후의 사투가 펼쳐진다.

## 출연

### 주연
- 크리스 프랫 - 오웬 그래디 역
- 브라이스 댈러스 하워드 - 클레어 디어링 역

### 조연
- 로라 던 - 엘리 새틀러 역
- 제프 골드블룸 - 이언 맬컴 역
- 샘 닐 - 앨런 그랜트 역
- 드완다 와이즈 - 케일라 왓츠 역
- 마머두 아체이 - 램지 콜 역
- BD 웡 - 헨리 우 역
- 오마르 시 - 배리 셈베네 역
- 이저벨라 서먼 - 메이지 록우드 역
- 캠벨 스콧 - 루이스 다지슨 역
- 저스티스 스미스 - 프랭클린 웹 역
- 스콧 헤이즈 - 레인 델라코트 역
- 디천 래크먼 - 소요나 산토스 역
- 대니엘라 피네이다 - 지아 로드리게스 역
- 크리스토퍼 폴라하 - 와이엇 헌틀리 역
- 엘바 트릴 - 샬럿 록우드 역
- 프레야 파커
- 알렉산더 오웬

## 개봉
《쥬라기 월드: 도미니언》은 2022년 5월 23일 멕시코시티에서 초연되었다. 이 영화는 2022년 6월 1일 멕시코와 대한민국을 시작으로 극장 개봉을 시작했다. 미국에서는 《쥬라기 월드: 도미니언》이 6월 10일 유니버설 픽처스에 의해 극장 개봉될 예정이다. 이 영화는 이전에 2021년 6월 11일에 개봉될 예정이었으나 팬데믹으로 인해 연기되었다.
이 영화는 극장 개봉 후 4개월 이내에 유니버설의 피콕 웹사이트에 18개월 간의 거래의 일환으로 스트리밍될 예정이다. 이 영화는 이후 10개월 동안 프라임 비디오로 옮겨간 뒤 마지막 4개월 동안 피콕으로 돌아왔다. 18개월간의 계약에 이어, 유니버설의 네트워크와의 페이온 라이선스 계약의 일부로 스타즈 플랫폼에서 방송될 예정이다.